# 고바야시 료타 (축구 선수)
고바야시 료타(일본어: 小林 亮太, 1988년 6월 22일 ~ )는 일본의 전 축구 선수이다.

## 구단 경력
과거 더스파 구사쓰, 알비렉스 니가타 싱가포르, 그루자 모리오카에서 활동하였다.